# Tricalysia reticulata
Tricalysia reticulata är en måreväxtart som först beskrevs av George Bentham, och fick sitt nu gällande namn av William Philip Hiern. Tricalysia reticulata ingår i släktet Tricalysia och familjen måreväxter. Inga underarter finns listade i Catalogue of Life.